# Asami Tano
Asami Tano (田野アサミ Tano Asami?,  Prefectura de Hyōgo, Japón, 12 de febrero de 1987) es una seiyū y actriz japonesa, estudió en Horikoshi High School, tuvo mayor reconocimiento por su participación en Zombieland Saga como Saki Nikaido y Smile PreCure! como Akane Hino/Cure Sunny, la mayoría de sus papeles suelen ser de personajes secundarios como Sarah Kazuno en Love Live! Sunshine!!, o Rin en Toriko, también se caracteriza por su voz muy masculina y grave.

## Filmografía

### Anime
Los papeles de personajes principales están en negrita.
2002
- Kagura, Azumanga Daioh

2012
- Vicky, Monsuno
- Honi, Arata Kangatari

2013
- Toyonihi, Silver Spoon
- Kohaku Kongoji, Gaist Crusher

2014
- Chiharu de Lucia, Toaru Hikūshi e no Koiuta
- Exorcista, Francesca
- Genesis, Sega Hard Girls

2015
- Amphisbaena, Durarara!!×2
- Nanao Tachibana, Shinmai Mao no Testament

2016
- Sarah Kazuno,  Love Live! Sunshine!!

2017
- Mari Yukishiro, Schoolgirl Strikers

2018
- Saki Nikaido, Zombieland Saga

2020
- Ferryl Ookami, Murenase! Seton Gakuen
- Judge P, The God of High School

### Películas
- Akane Hino/Cure Sunny, Smile PreCure!: La Película
- Akane Hino/Cure Sunny, Pretty Cure All Stars New Stage: Mirai no Tomodachi
- Akane Hino/Cure Sunny, Pretty Cure All Stars New Stage 2: Kokoro no Tomodachi
- Akane Hino/Cure Sunny, Pretty Cure All Stars New Stage 3: Eien no Tomodachi
- Akane Hino/Cure Sunny, Pretty Cure All Stars: Haru no Carnival
- Akane Hino/Cure Sunny, Pretty Cure All Stars: Minna de Utau Kiseki no Mahou!
- Akane Hino/Cure Sunny, HUGtto! Pretty Cure Futari wa Pretty Cure: Recuerdos de All Stars
- Rin, Toriko, La Película
- Sarah Kazuno,  Love Live! Sunshine!!, Over the Rainbow
- Ninny Spangcole, Burn The Witch

### Escenas
- Mitsuru Kirijo, Shin Megami Tensei: Persona 3
- Mitsuru Kirijo, Shin Megami Tensei: Persona 4
- Mitsuru Kirijo, Persona 4 Arena Ultimax
- Mamushi Hojo, Ao no Exorcist
- Riko Aida, Kuroko no Basket

### Videojuegos
- Rin, Toriko: Gourmet Survival!!!
- Rin, Toriko: Gourmet Survival 2!!!
- Akane Hino/Cure Sunny, Smile Pretty Cure!: Let's go! Marchen World
- Koharu Kongoji, Gaist Crusher
- Aki Saotome, Bullet Girls
- Aki Saotome, Bullet Girls 2
- Sarah Kazuno,  Love Live! School Idol Festival
- Citlali, Genshin Impact

### Doblaje
- Ken, Little Astro Boy
- Sabire Wren, Star Wars